# Fender Mustang
Fender Mustang — модель электрогитары, производство которой началось в 1964 году. Данный инструмент представлял собой доработанные версии «студенческих» моделей Musicmaster и Duo-Sonic, выпускаемых компанией Fender в 1956 году. Выпускалась до 1982 года. С 1990 года выпускается вновь. В 1960-е гг. Fender Mustang был востребован в сёрф-роке, а с начала 1990-х гг. — в альтернативной музыке. Ранние модели Mustang считаются редкими коллекционными экземплярами.
Mustang комплектуется двумя синглами и специально разработанным механизмом тремоло со съемной ручкой. Выпускается в двух вариантах: с мензурой 25,5" и 24".
В 2010 году компания начала выпуск усилителей Fender Mustang.

## История
Mustang имеет смещенный корпус, напоминающий модель Jazzmaster, но его общий стиль соответствовал существующим студенческим моделям Musicmaster и Duo-Sonic, небольшое изменение угла наклона корпуса было основной доработкой.  После выпуска Mustang Musicmaster и Duo-Sonic были переработаны с ориентировкой на корпус Mustang. Новые модели получили названия Musicmaster II и Duo-Sonic II.
Все три модели (Mustang, Musicmaster II и Duo-Sonic II) предлагались с опционально с 22,5-дюймовым (или 3/4) грифом или с 24-дюймовым грифом с 22 ладами, но с 24-дюймовым был в подавляющем большинстве случаев более популярным, а примеры в масштабе 3/4 редки. 24-дюймовый масштаб все еще относительно короткий, такой же, как у Fender Jaguar, но на полтора дюйма короче, чем у Stratocaster, и на три четверти дюйма короче, чем у Gibson Les Paul. Короткая мензура также могла упростить использование гитары людям с маленькими руками, а также увеличивала возможность использовать рычаг тремоло для резкого изменения гитарного строя.
В 1966 году Fender выпустила Fender Mustang Bass. Для этого был разработан новый басовый корпус с таким же смещением, как у гитары Mustang, и использовалась короткая (30-дюймовая) мензура.
В 1969 году Fender выпустила одну из самых популярных на данный момент разновидностей электрогитары серии Mustang – Competition с тремя гоночными полосками и окрашенной головой грифа. Также был изменён корпус. Расцветка Мустангов состояла из красного (известного как Competition Burgundy в каталоге Fender), синего и оранжевого.  На данные вариации окраски сильно повлияли автомобили Shelby Mustang конца 1960-х годов.
В 1982 году Fender прекратила выпуск Mustang и Musicmaster II. Это были последние из студенческих моделей гитар со смещенным корпусом. Fender заменила выпуск Mustang недолгой серией электрогитар и бас - гитар Fender Bullet, а затем отправила производство своих студенческих гитар в подразделение Squier.
В 2011 году Fender выпустила новую модель Mustang из PawnShop Series, получившую название Mustang Special. Модель отличается офсетной формой корпуса Mustang и грифом в 24-дюймовом масштабе, но с хамбакерскими звукоснимателями и жестким бриджем Stratocaster.
В 2012 году Fender анонсировала фирменный Mustang Курта Кобейна. Эта модель основана на модифицированных Mustang Кобейна, на которых он играл во время тура In Utero. Вместо двух синглов в бридже был хамбакер Seymour Duncan JB, а в грифе – обычный сингл Mustang. У него также был угловой регулируемый бридж вместо стандартного от Mustang. Первоначально были следующие цвета: Fiesta Red, Sonic Blue и Dark Lake Placid Blue с полосками Competition, однако к 2015 году Kurt Cobain Mustang производился только в цвете Sonic Blue.
В 2013 году компания Fender выпустила Modern Player Mustang - новую версию старой студенческой модели. Он был оснащен двумя звукоснимателями Fender MP-90, аналогичными P-90. Он имеет современный радиус грифа 9,5 дюйма и предлагался в цветах Daphne Blue и Honeyburst.
В 2016 году Fender выпустила линейку Offset Series, в которую вошли переиздания Duo-Sonic и Mustang, последний из которых был переработан для включения в конструкцию хардтейл-бриджа с шестью седлами, аналогичного бриджу Stratocaster, и исключения классической коммутации  для двух трехпозиционных переключателей. Датчики находятся в противофазе друг с другом, поэтому среднее положение обоих датчиков имеет отличие в звучании по сравнению с положением «в фазу» оригинальных инструментов.
В 2017 году Squier переиздала гитару в классическом дизайне под названием Vintage Modified Mustang, а также упрощенную HH (Humbucker-Humbucker) версию инструмента как в Offset Series под названием Bullet Mustang.
В 2019 году была обновлена линейка Vintera Series. В ней была представлена новая модель Vintera Series `60s Mustang.

## Электроника
Классическая версия гитары укомплектована двумя синглами, расположенными под углом. Для каждого сингла определен трёхпозиционный переключатель. Ниже расположены 2 ручки регулировок — громкости и тембра.
Большинство современных версий обладает только одним трёхпозиционным переключателем для обоих звукоснимателей. Например, гитары серий «American Performer» и «Player».

## Известные музыканты
В списке представлены некоторые известные, добившиеся успеха музыканты, которые играли на данном инструменте. 
- Курт Кобейн (Nirvana)[11]
- Кортни Лав[12]
- Джон Фрушанте (Red Hot Chili Peppers)[13]
- Ли Ранальдо (Sonic Youth)[14]
- Эдриан Белью (King Crimson)[15]
- Тай Сигал[16]
- Стивен Малкмус (Pavement)[17]
- Билли Корган (The Smashing Pumpkins)[18]
- Дэвид Берман (Silver Jews)[19]